# 셈프로니아노
셈프로니아노(이탈리아어: Semproniano)는 이탈리아 토스카나주 그로세토도에 있는 코무네다. 피렌체에서 남쪽 75km, 그로세토에서 동쪽 35km 거리에 있다.